# Tetragnatha luculenta
Tetragnatha luculenta là một loài nhện trong họ Tetragnathidae.
Loài này thuộc chi Tetragnatha. Tetragnatha luculenta được Eugène Simon miêu tả năm 1907.